# El desierto rojo
El desierto rojo (en italiano: Il deserto rosso) es una película dramática de 1964 dirigida por Michelangelo Antonioni. y escrita por Antonioni y Tonino Guerra, y protagonizada por Monica Vitti y Richard Harris. La historia sigue a una mujer con problemas (Vitti) que vive en una región industrial del norte de Italia tras un reciente accidente automovilístico.
Fue la primera película en color de Antonioni, y la última de una serie de cuatro películas que hizo con Vitti entre 1959 y 1964, precedida por La aventura (1960), La noche (1961) y El eclipse (1962). El desierto rojo recibió el León de Oro en el 25.º Festival Internacional de Cine de Venecia en 1964.

## Argumento
En Ravena, Italia, Giuliana camina con su pequeño hijo, Valerio, hacia la planta petroquímica dirigida por su marido, Ugo. Al pasar junto a trabajadores en huelga, Giuliana, nerviosa e impulsivamente, le compra a uno de los trabajadores un sándwich a medio comer. Están rodeados de extrañas estructuras industriales y escombros que crean imágenes y sonidos inhumanos. Dentro de la planta, Ugo está hablando con un socio comercial visitante, Corrado Zeller, que busca reclutar trabajadores para una operación industrial en Patagonia, Argentina. Ugo y Corrado conversan cómodamente en la ruidosa fábrica cuando llega Giuliana. Ugo le presenta Corrado a Giuliana, quien sale a esperar en la oficina de Ugo.
Más tarde, Ugo le dice a Corrado que su esposa tuvo un accidente automovilístico reciente y, aunque resultó físicamente ilesa, no se encuentra bien mentalmente. Esa noche, en su apartamento, Giuliana se pone muy agitada y temerosa por un sueño que tuvo sobre hundirse en arenas movedizas. Ugo no logra calmarla ni comprender lo que está viviendo.
Corrado la visita en una tienda vacía que planea abrir y le habla de su vida y la naturaleza inquieta de su existencia. Ella lo acompaña a Ferrara en una de sus campañas de reclutamiento de trabajadores e indirectamente revela detalles sobre su estado mental. Ella le cuenta que cuando estaba en el hospital, conoció a una paciente joven a quien sus médicos le aconsejaron que encontrara algo o alguien a quien amar. Ella habla de la sensación de la joven como si «no hubiera suelo debajo de ella, como si se deslizara por una pendiente, hundiéndose, siempre a punto de ahogarse». Viajan a un radioobservatorio en Medicina, donde Corrado espera contratar a un trabajador de primer nivel. Rodeada de una fría arquitectura industrial, Giuliana parece perdida en su soledad y aislamiento.
El fin de semana siguiente, Giuliana, Ugo y Corrado caminan junto a un estuario contaminado cuando se encuentran con otra pareja, Max y Linda, y juntos conducen hasta una pequeña choza junto al río en Porto Corsini, donde conocen a Emilia. Pasan tiempo en la choza enfrascados en charlas triviales llenas de bromas, juegos de roles e insinuaciones sexuales. Giuliana parece encontrar consuelo temporal en estas distracciones sin sentido. En medio de una densa niebla, un barco misterioso atraca justo afuera de su choza. Durante sus conversaciones, Corrado y Giuliana se han acercado más y él muestra interés y simpatía por ella. Cuando llega un médico para abordar el barco, Giuliana, al ver que el barco ahora está en cuarentena debido a una enfermedad infecciosa, sale corriendo presa del pánico y casi se cae del muelle.
Algún tiempo después, Ugo se va de viaje de negocios y Giuliana pasa más tiempo con Corrado, revelando más sobre sus ansiedades. Un día, su hijo queda repentinamente paralizado de cintura para abajo. Temiendo que haya contraído polio, Giuliana intenta consolarlo con una historia sobre una joven que vive en una isla y nada en la playa de una cala aislada. La niña se siente a gusto con su entorno, pero después de que un misterioso velero se acerca a la costa, todas las rocas de la cala parecen cobrar vida y cantarle con una sola voz. Poco después, Giuliana descubre, para su sorpresa, que Valerio sólo fingía estar paralizado. Incapaz de imaginar por qué su hijo haría algo tan cruel, la sensación de soledad y aislamiento de Giuliana regresa.
Desesperada por poner fin a su confusión interior, Giuliana va a la habitación de Corrado. Giuliana está angustiada y comienza a desnudarse. Inicialmente resistiendo los avances de Corrado, los dos hacen el amor en su cama. La intimidad, sin embargo, hace poco para aliviar la sensación de aislamiento de Giuliana. Corrado lleva a Giuliana a su tienda vacía, donde comenta que hay algo «horrible» en la realidad. Más tarde, Giuliana se dirige a un barco en el muelle donde conoce a un marinero extranjero y le pregunta si el barco acepta pasajeros. Ella intenta comunicarle sus sentimientos, pero él no puede entender sus palabras. Reconociendo la realidad de su aislamiento, ella dice: «Estamos todos separados».
Más tarde ese mismo día, Giuliana camina con su hijo cerca de la planta de su marido. Valerio nota una chimenea cercana que emite un humo amarillo venenoso y se pregunta si las emisiones tóxicas están matando pájaros. Giuliana le dice que los pájaros han aprendido a no volar cerca del humo. Luego, los dos se alejan fuera del cuadro cuando termina la película.

## Reparto
- Monica Vitti como Giuliana.

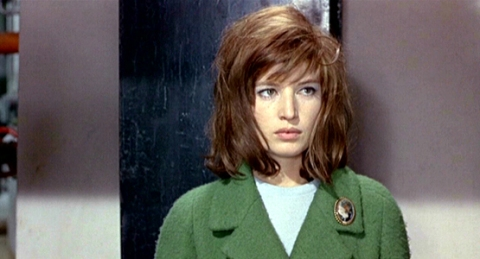
Monica Vitti en El desierto rojo.

- Richard Harris como Corrado Zeller.
- Xenia Valderi como Linda.
- Rita Renoir como Emilia.
- Carlo Chionetti como Ugo.
- Lili Rheims como esposa del operador del telescopio.
- Aldo Grotti como Max.
- Valerio Bartoleschi como hijo de Giuliana.
- Emanuela Paola Carboni como niña en fábula.
- Giuliano Missirini como operador de radiotelescopio.

## Temas
Antonioni descartó las interpretaciones de la película como una condena del industrialismo, diciendo:

Es demasiado simplista decir -como lo han hecho muchas personas- que estoy condenando el mundo industrial inhumano que oprime a los individuos y los lleva a la neurosis. Mi intención... era traducir la poesía del mundo, en el que incluso las fábricas pueden ser hermosas. Las líneas y curvas de las fábricas y sus chimeneas pueden ser más bellas que los contornos de los árboles, a los que ya estamos demasiado acostumbrados a ver. Es un mundo rico, vivo y útil... La neurosis que intenté describir en El desierto rojo es sobre todo una cuestión de adaptación. Hay personas que sí se adaptan y otras que no lo consiguen, quizás porque están demasiado atadas a estilos de vida ya obsoletos.

## Producción
El título provisional de la película era Celeste e verde.
La cinematografía se destaca por los colores pastel con humo blanco y niebla. Esta fue la primera película en color de Antonioni, que el director dijo que quería filmar como una pintura sobre un lienzo: «Quiero pintar la película como se pinta el lienzo; quiero inventar las relaciones de color y no limitarme a fotografiar sólo colores naturales». Como haría en producciones cinematográficas posteriores, Antonioni hizo todo lo posible para alcanzar este objetivo, como pintar árboles y césped de blanco o gris para adaptarlos a su visión de un paisaje urbano.
El cuadro que aparece en la película es La consagración de la primavera del pintor espacialista Gianni Dova, elegido por Antonioni tras verlo en la colección privada del coleccionista de Rávena Roberto Pagnani durante una recepción en su casa.

### Locaciones de rodaje
El rodaje tuvo lugar en los siguientes lugares:
- Incir De Paolis Studios, Roma, Lacio, Italia (estudio).
- Rávena, Emilia-Romaña, Italia.
- Cerdeña, Italia.
- Budelli, en el norte de Cerdeña, Italia.[8][9]

## Recepción de la crítica
En 1965, un crítico de Time elogió El desierto rojo como «a la vez la película más bella, más simple y más atrevida jamás realizada por» Antonioni, y afirmó que el director «muestra un enfoque pictórico en cada fotograma». En 1990, Jonathan Rosenbaum elogió el «trabajo inquietante y memorable del director con las formas y colores industriales que rodean [a Giuliana]; camina a través de un paisaje de ciencia ficción salpicado de estructuras que son a la vez desorientadoras y llenas de posibilidades». En The Daily Telegraph en 2012, Robbie Collin escribió que los «ángulos atrevidos y modernistas y el uso tremendamente innovador del color (pintó árboles y césped para armonizar con el paisaje industrial) de Antonioni hacen de cada fotograma una obra de arte». Richard Brody de The New Yorker vio el enfoque del color como «gran responsable del poder emocional e intelectual de la película» y argumentó: «Los personajes de sus películas parecen delgados porque su entorno está muy desarrollado; sin embargo, ese entorno, él sugiere, es, aunque exterior a ellos, una parte inextricable de ellos». Maurizio Porro comentó sobre la línea «Me duele el pelo» del personaje de Vitti (en realidad una cita de un poema de Amelia Rosselli): «Insertada en el contexto dialógico de una película sobre la burguesía, casi se convierte en una alarmante broma histórico-social. [...] Dicha con la maestría, con la sensibilidad, con la habilidad de Monica Vitti [...] es la única línea neorrealista de la película».
El cineasta japonés Akira Kurosawa citó El desierto rojo como una de sus películas favoritas.